# Estadio Vicente Calderón
El Estadio Vicente Calderón fue un recinto deportivo español, feudo del Club Atlético de Madrid desde 1966 hasta 2017, situado en el barrio de Imperial (distrito de Arganzuela), en Madrid.
El estadio tenía un aforo de 54 907 localidades, con su gradería dividida en dos niveles, formando dos anillos continuos a excepción de su tribuna oeste o de preferencia, situada a orillas del Manzanares, sobre la M-30.
El 16 de diciembre de 2002, la UEFA le otorgó la calificación de estadio Cinco Estrellas.
Inaugurado el 2 de octubre de 1966, fue el estadio del club rojiblanco durante 51 años, hasta la temporada 2016/17, tras la que cambió su sede al nuevo estadio Metropolitano. El último partido en competición oficial que disputó el conjunto colchonero en este estadio, fue el Atlético–Athletic (3–1), correspondiente a la jornada 38 del Campeonato Nacional de Liga, disputado el 21 de mayo de 2017. El último partido oficial disputado a orillas del Manzanares fue la final de Copa de S.M. el Rey, disputada el 27 de mayo entre el Deportivo Alavés y el Fútbol Club Barcelona en la que se proclamó campeón el Fútbol Club Barcelona.

## Historia

### Construcción
Para la financiación del nuevo estadio del Atlético de Madrid, el club tuvo que realizar en 1958, una emisión de deuda en forma de obligaciones hipotecarias que fueron suscritas en su gran mayoría por los propios socios del club que, de esta manera, contribuyeron con sus ahorros a la construcción de su estadio. El 7 de diciembre de 1958 se bendijeron los terrenos que posteriormente se comprarían tras el lanzamiento de unas obligaciones compradas en su mayor parte por los socios (1961). El 3 de agosto de 1959 comenzaron las obras de lo que sería el nuevo estadio del Manzanares.

### Inauguración
El 2 de octubre de 1966, se inauguró oficialmente el «Estadio Manzanares», con capacidad para 62 000 espectadores, en un partido de la cuarta jornada de Liga contra el Valencia C. F., que terminó 1–1. El primer gol llegó en el minuto 19' y fue obra del rojiblanco Luis Aragonés tras rematar de cabeza un centro de José Cardona. Así se inauguró el primer estadio de Europa que contaba con asientos para todo el aforo. El partido fue arbitrado por Mariano Medina Iglesias del colegio asturiano. Asistieron 20 000 espectadores. El 16 de abril de 1967, se disputó el primer derbi capitalino ante el Real Madrid Club de Fútbol, con resultado de 2–2.

### Primera remodelación
En una Junta General del Club Atlético de Madrid, celebrada el 14 de julio de 1971, se acordó el cambio de nombre al recinto deportivo, siendo elegido como nuevo nombre «Estadio Vicente Calderón», en honor al entonces presidente del club, Vicente Calderón.
Terminadas las obras de remodelación, el estadio Vicente Calderón fue reinaugurado el 23 de mayo de 1972, con la presencia del dictador Francisco Franco y el por entonces príncipe Juan Carlos. Con motivo de la reinauguración, se disputó un partido en el que se enfrentaron las selecciones de España y Uruguay, encuentro que concluyó con un triunfo español 2–0. Los goles fueron anotados por Óscar Valdez y José Eulogio Gárate.

### Segunda remodelación
En la Junta general extraordinaria del club del 4 de junio de 1980, se aprobó un presupuesto de 451 000 000 ₧, para la remodelación del recinto deportivo, con miras a la Copa Mundial de Fútbol de 1982. De dicha cantidad, 190 000 000 ₧ corresponden a fondos del Club Atlético de Madrid, mientras que el resto fue subvencionado por el Comité Organizador de la Copa Mundial de la FIFA. Para la remodelación, las obras quedaron a cargo del arquitecto Juan José Barroso, hijo del que fuera presidente y arquitecto que diseñó el estadio.

### Obras de reparación
Durante el verano de 1992, el ayuntamiento de Madrid ordena el cierre temporal del estadio por la aluminosis que padecía el hormigón en la grada lateral y los dos fondos. Según los expertos, tenía "desprendimientos de hormigón en recubrimientos y alambres, con pérdida de sección resistente significativa".
En el verano de 1999, el club rojiblanco reformó la fachada exterior del estadio con losetas de granito y un acristalamiento azulado. Dichas obras finalizaron en el año 2000.

### Cambio de sede
El Club Atlético de Madrid, la cervecera Mahou y el Ayuntamiento de Madrid, firmaron el 30 de julio de 2007 un acuerdo de recalificación de los terrenos del estadio Vicente Calderón y de la fábrica cervecera. La decisión de traslado y demolición del estadio del Manzanares, provocó la protesta de un sector de aficionados, encabezadas por la "Plataforma Salvemos el Calderón", liderada por la Asociación Señales de Humo. El último partido que albergó el estadio fue el 28 de mayo de 2017 y tuvo un fin solidario. Enfrentó a una selección de Leyendas del Atlético de Madrid contra otra de Leyendas del Mundo. El partido finalizó 4-5 siendo el colchonero Juan Carlos Pedraza el autor del último gol en el minuto 86' tras un chut con la pierna izquierda después de recoger un rechace del portero Jerzy Dudek. Tras la finalización del periodo de reforma y ampliación acometida sobre el estadio de la Peineta (2011-2017), el club inauguró el 16 de septiembre de 2017 el nuevo estadio en propiedad, renombrado como «Wanda Metropolitano», con capacidad para casi 70 000 espectadores. El 20 de marzo de 2019, comenzó el proceso de demolición que dará paso a viviendas y a un parque que llevará un emblema del estadio.
En total, el Atlético disputó en el Calderón 1227 partidos, en el que consiguió 775 victorias, 257 empates y 195 derrotas con 2308 goles a favor y 1038 goles en contra.

### Demolición
El 13 de febrero de 2019 fue cerrado y vallado por la demolición comenzando ese día las obras de demolición del estadio. El 8 de noviembre del mismo año la circunvalación M-30 fue desviada por lo que previamente era el terreno de juego para proceder al derribo de la última grada.
El 6 de julio de 2020, acabó el derribo la última grada que quedaba en pie. El derribo suscitó críticas por la caída de escombros al río y la no separación y reciclaje de los distintos materiales. Tras la demolición del estadio se procederá a la construcción de viviendas de lujo en alquiler en el proyecto urbanístico Ribera del Calderón con grandes zonas verdes conectadas con el parque urbano Madrid Río.
En septiembre de 2021 se anunció el inicio de las obras para cubrir el tramo de la M-30 que pasaba por el Vicente Calderón. Según se informó, las obras para la construcción de la estructura que permitirá integrar el citado tramo de la carretera de circunvalación de Madrid al sistema de túneles existente se extenderán hasta los primeros meses de 2023.
Las obras fueron adjudicadas en junio a la UTE formada por las empresas Acciona Construcción S.A. y Ferrovial Construcción S.A. por un importe total de 46,4 euros, lo que representa una baja del 33,01 % respecto del presupuesto base de licitación. Los trabajos tienen un plazo total de 20 meses.

## Arquitectura

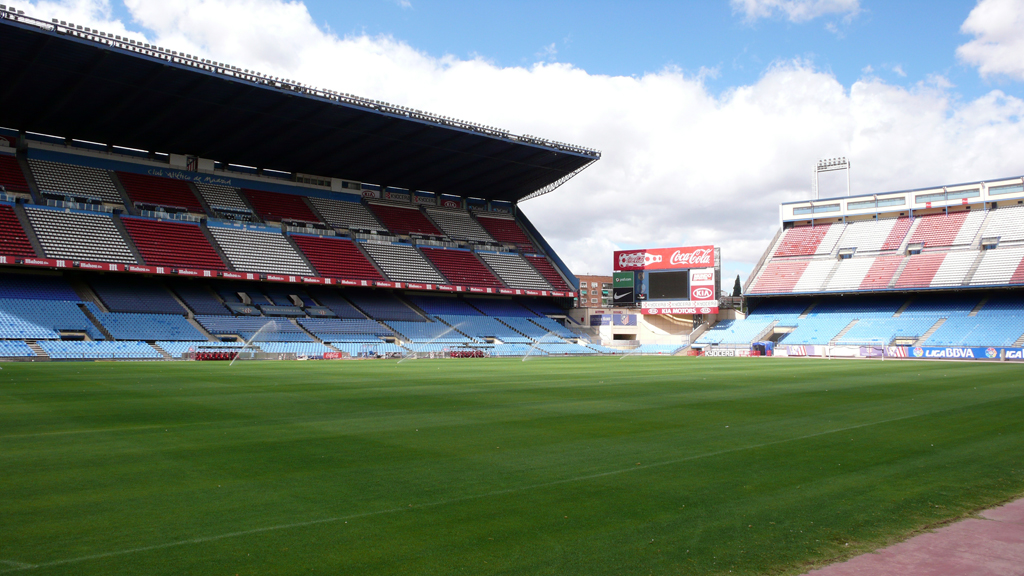
El Vicente Calderón en 2010.

El Estadio Vicente Calderón tenía su gradería compuesta por cuatro sectores (preferencia, lateral, fondo norte y fondo sur), divididos en dos niveles, formando dos anillos continuos a excepción de su tribuna de preferencia, situada a orillas del Manzanares, sobre la autovía de circunvalación M-30.

### Preferencia
La grada Preferencia del estadio fue la última parte del estadio en terminarse, ya en 1972, debido a la escasez económica provocada por la inversión de la obras del resto del estadio y por la ubicación de la grada, situada contigua a la linde del cauce del río Manzanares. En Preferencia se encontraban todas las dependencias principales del estadio, donde se ubican oficinas, palco presidencial, vestuarios, banquillos y zona de prensa. Era la única parte del estadio que sujeta su única cubierta, sostenida gracias a 22 vigas de hormigón armado que sobresalen de la estructura principal de la grada. 
La Preferencia estaba dividida, al igual que el resto del estadio, en dos niveles. La grada baja, que son las localidades más cercanas al césped, la grada central, el antepalco y el palco presidencial. En la grada superior de voladizo se encuentra la tribuna superior baja, la tribuna superior alta y por último las cabinas y escritorios de prensa.

## Partidos internacionales

### Selección española
La selección española ha disputado once partidos en el Estadio Vicente Calderón, seis amistosos y cinco de competición oficial (cuatro clasificatorios para Mundial y uno para Eurocopa). España resultó invicta en sus once enfrentamientos, siendo la victoria por 1–0 del amistoso ante Italia del 3 de marzo de 2014, el último encuentro internacional disputado en el coliseo rojiblanco.
| Amistoso; 23 de mayo de 1972 | España                 | 2:0 (1:0) | Uruguay |  |  |
|                              | Valdez 8' · Gárate 78' |           |         |  |  |

| Clasificación Eurocopa 1976; 24 de abril de 1975 | España         | 1:1 (1:0) | Alemania Federal |  |  |
|                                                  | Santillana 20' |           | Beer 60'         |  |  |

| Clasificación Mundial 1978; 26 de octubre de 1977 | España              | 2:0 (0:0) | Rumanía |  |  |
|                                                   | Leal 74' · Cano 83' |           |         |  |  |

| Amistoso; 18 de febrero de 1981 | España      | 1:0 (0:0) | Francia |  |  |
|                                 | Juanito 86' |           |         |  |  |

| Amistoso; 20 de septiembre de 1995 | España                   | 2:1 (1:0) | Argentina  |  |  |
|                                    | Pizzi 35' · Guerrero 68' |           | Ortega 80' |  |  |

| Amistoso; 30 de abril de 2003 | España                               | 4:0 (3:0) | Ecuador |  |  |
|                               | De Pedro 14' · Morientes 20' 22' 64' |           |         |  |  |

| Clasificación Mundial 2006; 7 de septiembre de 2005 | España   | 1:1 (1:0) | Serbia     |  |  |
|                                                     | Raúl 19' |           | Kezman 65' |  |  |

| Clasificación Mundial 2006; 12 de noviembre de 2005 | España                                              | 5:1 (2:0) | Eslovaquia |  |  |
|                                                     | Luis García 9' 17' 73' · Torres 65' · Morientes 78' |           | Nemeth 48' |  |  |

| Amistoso; 14 de noviembre de 2009 | España         | 2:1 (1:0) | Argentina |  |  |
|                                   | Alonso 16' 86' |           | Messi 61' |  |  |

| Clasificación Mundial 2014; 16 de octubre de 2012 | España    | 1:1 (1:0) | Francia    |  |  |
|                                                   | Ramos 25' |           | Giroud 90' |  |  |

| Amistoso; 5 de marzo de 2014 | España        | 1:0 (0:0) | Italia |  |  |
|                              | Rodríguez 63' |           |        |  |  |

### Mundial 1982
El Estadio Vicente Calderón fue uno de los cuatro recintos que albergaron la segunda fase de la Copa Mundial de 1982, junto al Camp Nou (grupo A), Bernabéu (grupo B) y Sarriá (grupo C). En el coliseo rojiblanco, se disputaron los tres partidos del grupo D.
| Copa Mundial 1982; 28 de junio de 1982 | Francia      | 1:0 (0:0) | Austria |                                                                      |                                                                      |
|                                        | Genghini 39' |           |         | Asistencia: 37 000 espectadores Árbitro(s): Karoly Palotai (Hungría) | Asistencia: 37 000 espectadores Árbitro(s): Karoly Palotai (Hungría) |

| Copa Mundial 1982; 1 de julio de 1982 | Austria                    | 2:2 (0:1) | Irlanda del Norte |                                                                              |                                                                              |
|                                       | Pezzey 50' Hintermaier 68' |           | Hamilton 27', 85' | Asistencia: 20 000 espectadores Árbitro(s): Adolf Prokop (Alemania Oriental) | Asistencia: 20 000 espectadores Árbitro(s): Adolf Prokop (Alemania Oriental) |

| Copa Mundial 1982; 4 de julio de 1982 | Francia                                    | 4:1 (1:0) | Irlanda del Norte |                                                                     |                                                                     |
|                                       | Giresse 33' Platini 68' Rocheteau 77', 88' |           | Armstrong 55'     | Asistencia: 37 000 espectadores Árbitro(s): Alojzy Jarguz (Polonia) | Asistencia: 37 000 espectadores Árbitro(s): Alojzy Jarguz (Polonia) |

## Conciertos
El estadio Vicente Calderón ha sido lugar de celebración de numerosos conciertos a lo largo de toda su historia. El primero en 1982, tras la remodelación del estadio, con un histórico concierto de los Rolling Stones y el último el de Alejandro Sanz y varios artistas en junio de 2017.
- 1982: Rolling Stones (2 veces).
- 1985: Plácido Domingo
- 1987: Genesis, David Bowie, Pink Floyd
- 1988: Bruce Springsteen, Michael Jackson
- 1989: Lou Reed/Simple Minds
- 1990: Madonna, Prince, Rolling Stones (2 veces)
- 1992: Dire Straits, Michael Jackson
- 1993: Bruce Springsteen, U2, Guns N' Roses
- 1996: Bon Jovi
- 1997: U2
- 2001: Alejandro Sanz
- 2003: Rolling Stones
- 2005: Hombres G y El Canto del Loco, U2
- 2006: 40 Años Los 40 Principales[25]
- 2007: Rolling Stones
- 2007: RBD
- 2009: AC/DC Rolling Stones Madonna
- 2010: Muse
- 2011: Shakira, David Guetta/Black Eyed Peas
- 2012: Coldplay
- 2013: Bon Jovi
- 2014: One Direction
- 2015: AC/DC, Marc Anthony, Dandy Yankee
- 2016: Paul McCartney
- 2017: Guns N' Roses, Alejandro Sanz (Más es más)

## Ubicación y acceso
El Estadio Vicente Calderón se situaba adyacente a la autopista de circunvalación M-30, en la ribera del río Manzanares del barrio de Imperial, distrito de Arganzuela, al suroeste de Madrid. Ocupaba la manzana delimitada por la calle Duque de Tovar (norte), paseo de los Melancólicos (este), calle San Epifanio (sur) y Paseo de la Virgen del Puerto (oeste).

## Filmografía
- Reportaje NO-DO (1966), «Inauguración del Estadio Manzanares por los ministros de industria y del movimiento, (Atlético–Valencia, 2 de octubre de 1966)» en rtve.es
- Reportaje NO-DO (1972), «Inauguración oficial del Estadio Calderón por el jefe del estado, (España–Uruguay, 23 de mayo de 1972)» en rtve.es